# Харківська операція (червень 1919)
Харківська операція (червень 1919) — військово-стратегічна наступальна операція ЗСПР, в ході якої білогвардійці 25 червня зайняли Харків, готуючись продовжувати свій наступ на північ.

## Передумови

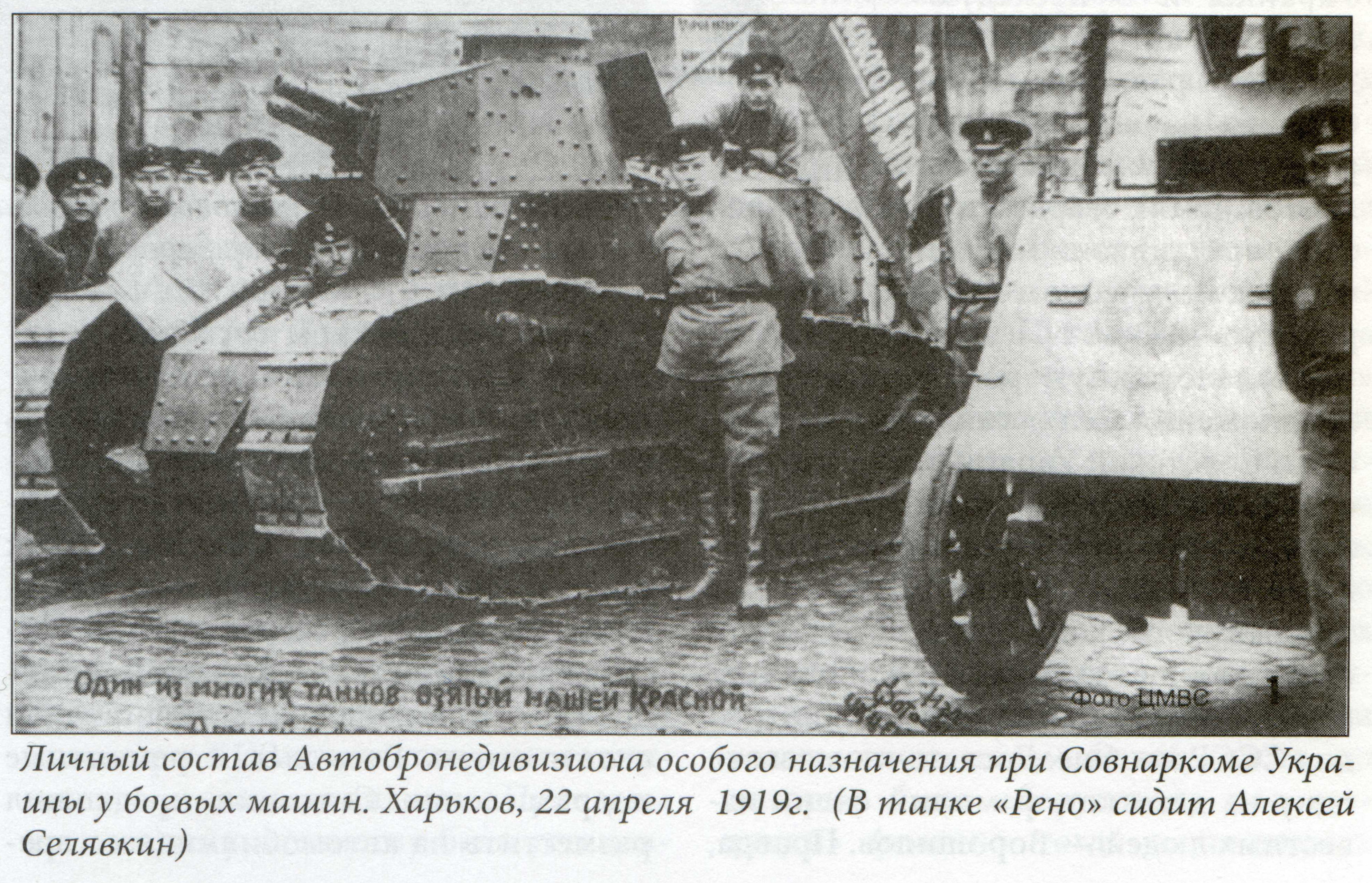
Радянські війська у Харкові, 1919

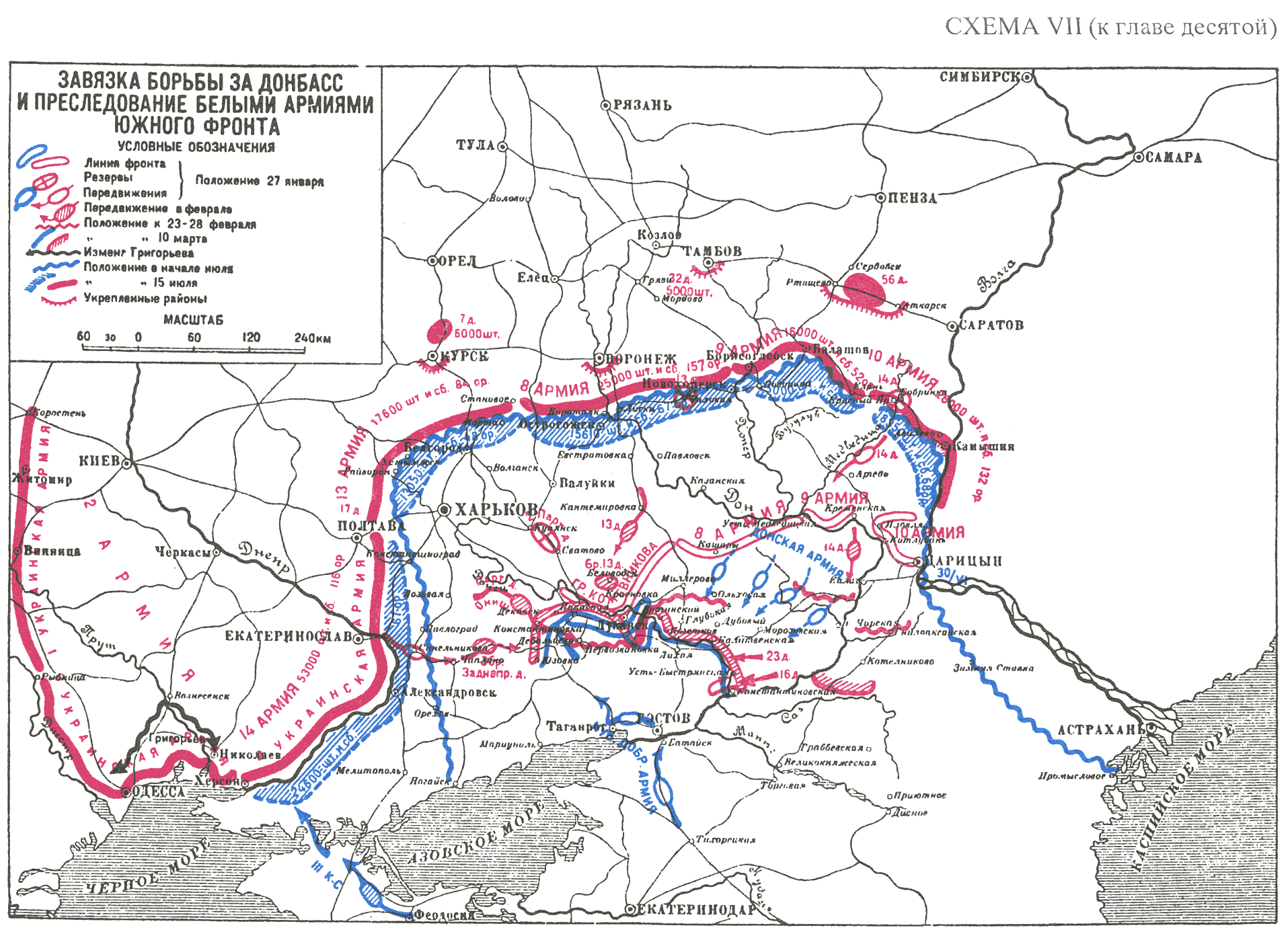
Наступ ЗСПР 1-я половина 1919 року

Повсюдні козацько-селянські повстання дезорганізували тили Червоної армії. Особливо великого розмаху набули Григорівське повстання, що привело до загальної військово-політичної кризи УРСР у травні 1919 р., та Вешенське повстання на Дону. На їх придушення були кинуті великі сили РСЧА, в боях з селянами-повстанцями солдати червоних часто виявляли нестійкість. У виниклих сприятливих умовах Добровольча армія розгромила сили більшовиків, що їм протистояли, і вийшла на оперативний простір. Жорстокий комуністичний режим на українських землях ставив ЗСПР у вигідне положення. На початку червня почалася підготовка по прориву оборони Харкова.

## Взяття Харкова

### Підготовка до штурму
До другої половини червня 1919 основні сили Добровольчої армії (більша частина сил 1-го армійського та 3-го Кубанського кінного корпусів — 6 піхотних і кінних дивізій) під командуванням генерала В. З. Май-Маєвського впритул наблизилися до Харкова, який контролювала Червона армія, і почали готуватися до штурму. Основний наступ на місто розвивався силами 1-го Армійського корпусу генерала А. П. Кутєпова з півдня та південного сходу.
20 червня почався концентрований наступ на Харків, з боку Вовчанська, Чугуєва, Змієва та Лозової.

### Штурм

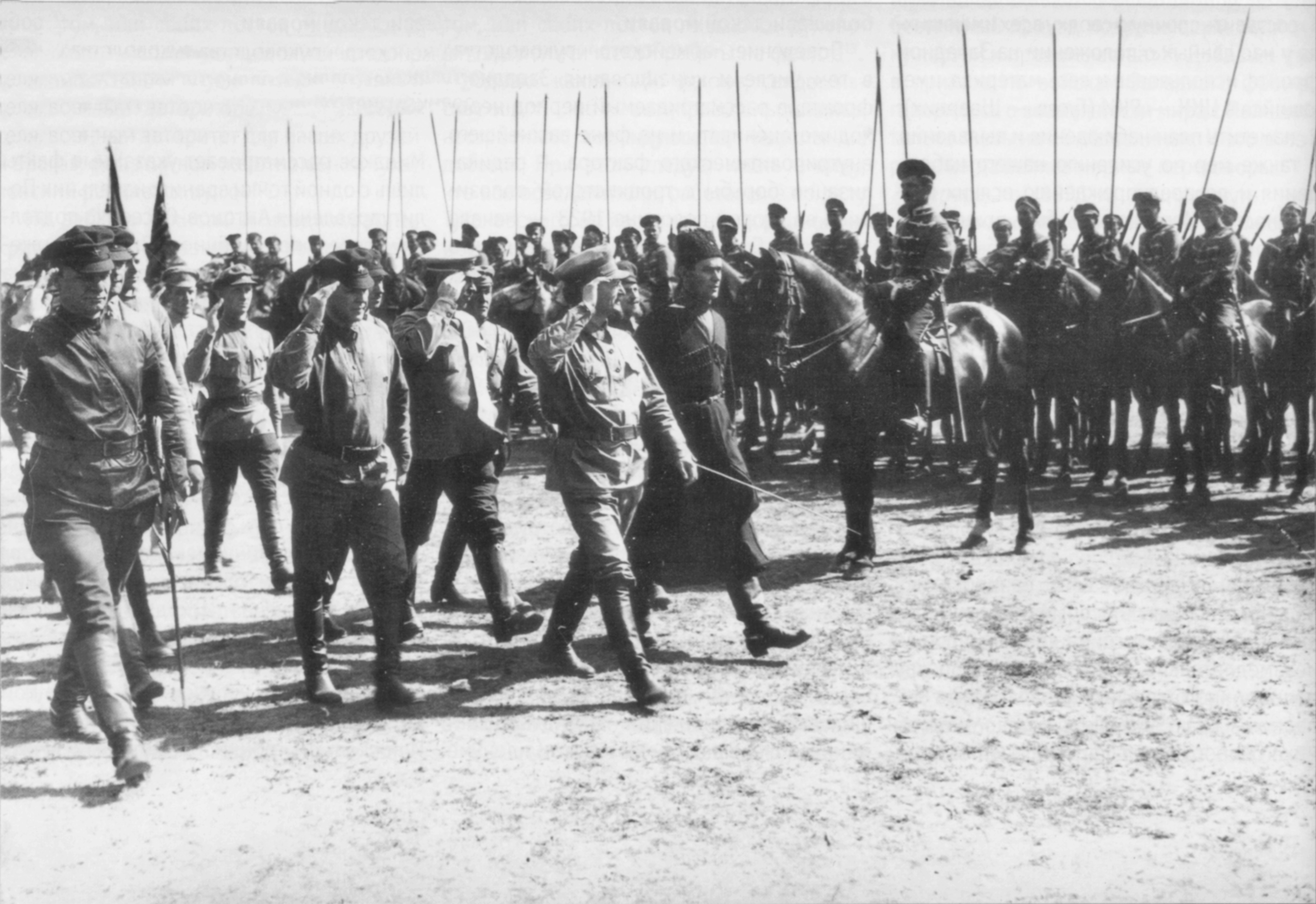
Лев Троцький обходить війська на огляді в Харкові (перед взяттям його білими) у травні або червні 1919 року. Крайній зліва — майбутній більшовистський командарм і маршал Олександр Єгоров.

З 20 червня на підступах до міста зав'язалися бої біля залізничної станції Лосєве, а потім в районі паровозобудівного заводу (нинішнього заводу ім. Малишева). Водночас сили червоних зайняли оборону біля станції Основа, кілька атак білих на станцію виявилися відбитими. Великі втрати поніс зведено-стрілецький полк Добровольчої армії.
Вирішальну роль у прориві оборони Харкова зіграли Дроздовські частини 1-го Армійського корпусу під командуванням полковника А. В. Туркула, перекинуті під Харків залізницею з району Ізюма та Балаклії. Висадившись 23 червня 1919 року з вагонів за кілька кілометрів до великої вузлової станції Основа, дроздовці ранком 24 червня атакували позиції червоних у станції, відкинули їх, і переслідуючи відступаючих по залізничній гілці до станції Харків-Левада, перейшли річку Харків по дерев'яному мосту в харківській електричній станції. Перейшовши міст, вояки-білогвардійці увійшли в центральну частину міста по вулиці Ковальській.

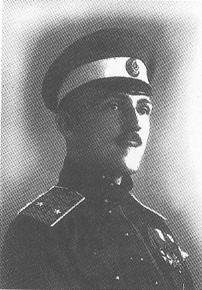
Туркул

Найбільш запеклий опір супротивнику справив на центральних вулицях міста червоний броньовик «Товариш Артем» (командир — Є. Станкевич). Броньовик був закиданий гранатами та захоплений білими.

До 9 години центр міста був вже зайнятий військами Добровольчої Армії. Подальшому їх просуванню заважав опір більшовиків, котрі засіли на Холодній горі й встановили батареї та приховані кулемети. Після недовгої перестрілки добровольці гарматним вогнем змусили замовкнути батареї червоноармійців і крок за кроком під кулеметним та рушничним вогнем очистили гору від останніх загонів більшовиків. Залишки червоної армії відступили по Григорівському шосе, так як всі залізничні колії були перерізані ще вранці. Цим пояснюється і поспішність, з якою запізнілі комісари покидали вдень в автомобілях Харків.

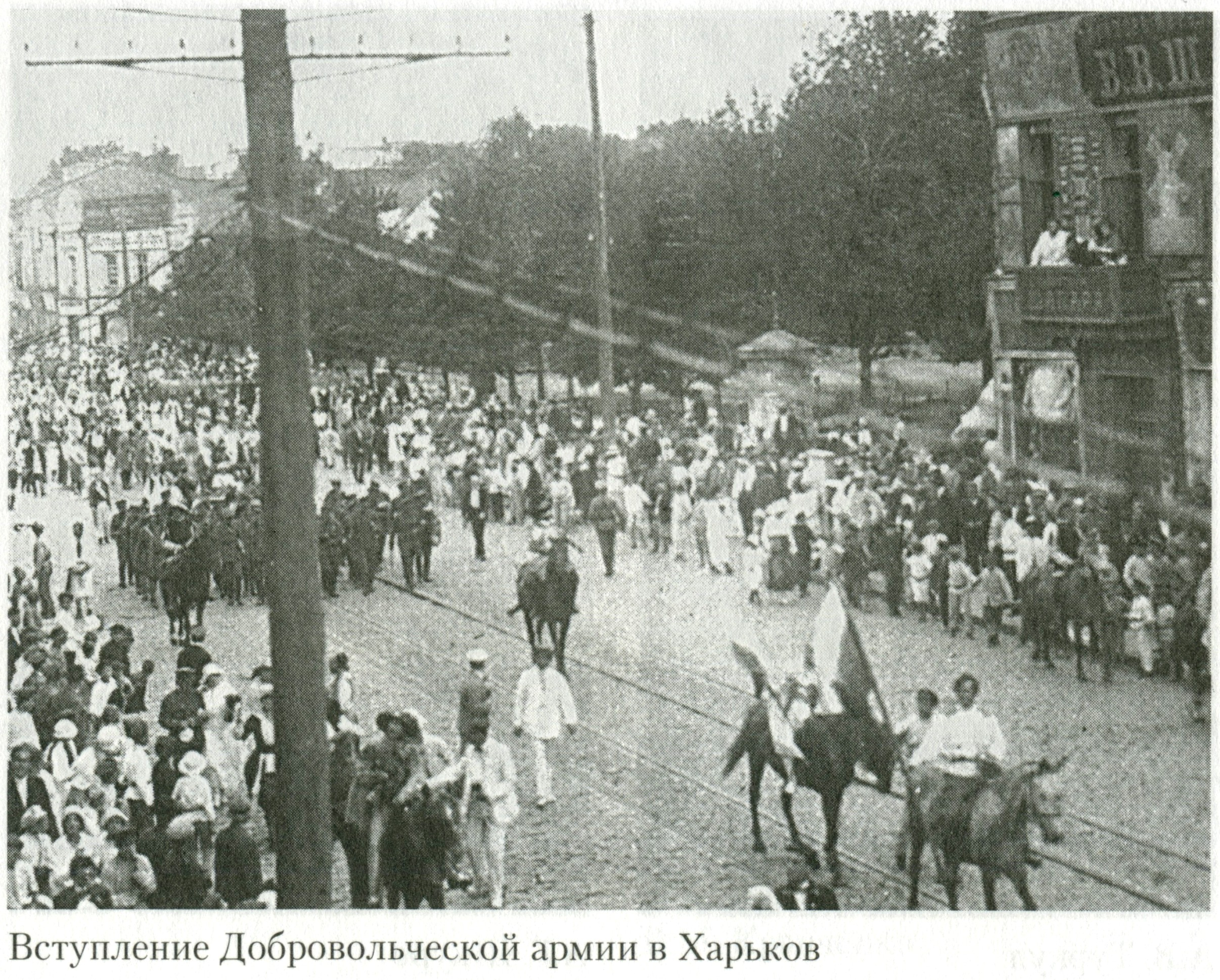
Вступ Добровольчої армії у Харків 25 червня 1919 року

Основні сили Добровольчої армії вступили в місто на ранок, 25 червня 1919 року, по відкритому дроздовцями шляху і висадилися на Південному вокзалі, захопивши по дорозі після короткої сутички залишені червоними на вокзалі бронепотяги. Потім війська пройшли парадним маршем у бік центру міста по вулиці Катеринославській (нинішній Полтавський Шлях). На чолі військ йшов командир дроздовців генерал В. К. Вітковський.
25 червня А. Я. Пархоменко, який прийняв на себе командування червоними військами гарнізону, з добірним загоном харківських комуністів, курсантів і моряків оволодів привокзальним районом міста. Не отримавши підтримки з боку інших військ, які відійшли від Харкова, його загін до ранку 26 червня залишив місто, прорвавши кільце оточення.
Істотну роль у взятті Харкова білими зіграв рейд Терської дивізії генерала С. М. Топоркова по тилах Червоної Армії. Безупинно наступаючи і витісняючи перед собою частини 13-й і 8-ї армій, Терська дивізія взяла 15 червня 1919 року Куп'янськ, і потім, обійшовши Харків з півночі та північного заходу, відрізала сполучення харківської групи більшовиків на Ворожбу та Брянськ і знищила кілька ешелонів більшовицького підкріплення, захопивши в полон велику групу комісарів. Дивізія вийшла до 21 червня на Білгородське шосе в районі сучасного Лісопарку і несподівано спробувала атакувати Харків з півночі. Але, під натиском броньовиків червоних вона змушена була відступити на північ, втративши частину артилерії та обозного майна, в районі сіл Довжик та Золочів зійти в сторону з основної дороги і пропустити повз себе великі маси радянських сил, які відступали з міста на північ.

### Результати
У результаті взяття Харкова Добровольча Армія знищила сильний вузол опору червоних (названий Ворошиловим «Червоним Верденом» за його неприступність) на шляху до Москви; захопила величезні трофеї: бронеавтомобілі, бронепоїзди, кулемети, амуніцію та боєприпаси; опанувала важливим промисловим центром.
Таким чином ЗСПР захопили не тільки важливий в стратегічному відношенні місто, але також поповнили свої ресурси і отримали можливість використовувати промисловий потенціал Харкова. А вже 3 липня Денікін оприлюднить свою Московську директиву і почнеться Похід на Москву.

## Ілюстрації

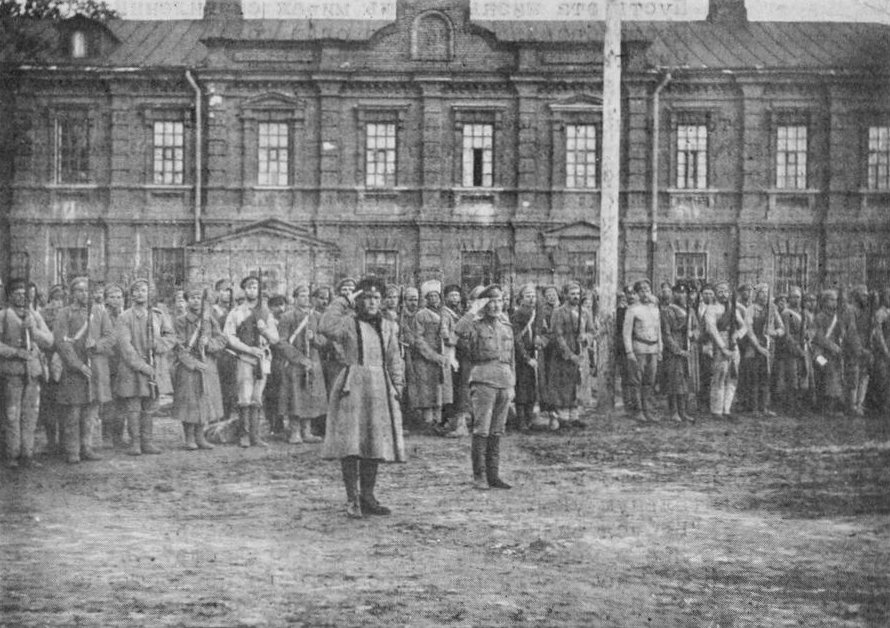
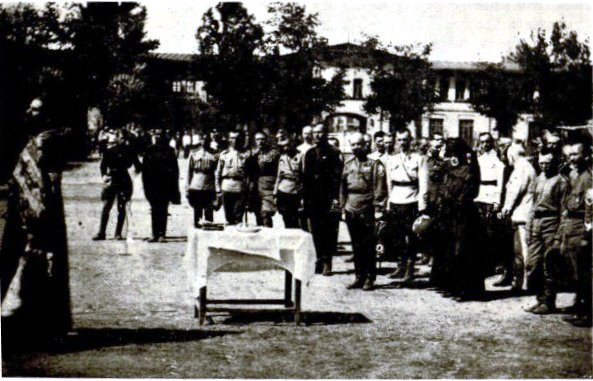